# Orrfuvola

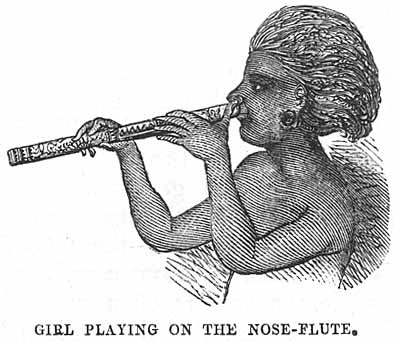

Az orrfuvola Dél-Amerikából származó fúvós hangszer.
A hangszer megszólaltatásánál teljesen szokatlan módon a befúvást a játékos orrán keresztül végezi. Az ajka a hangszer aljához van tapasztva és szája nyitva van. A szájüreg formálásával változtatja meg a hangmagasságot. Az orrfuvola használatához zenei előképzettség, hangszeres tudás nem szükséges. A játékot jó füllel, hallás utáni gyakorlással sajátítják el szinte bármit el tudnak játszani vele.